# Transitverkehr durch die DDR

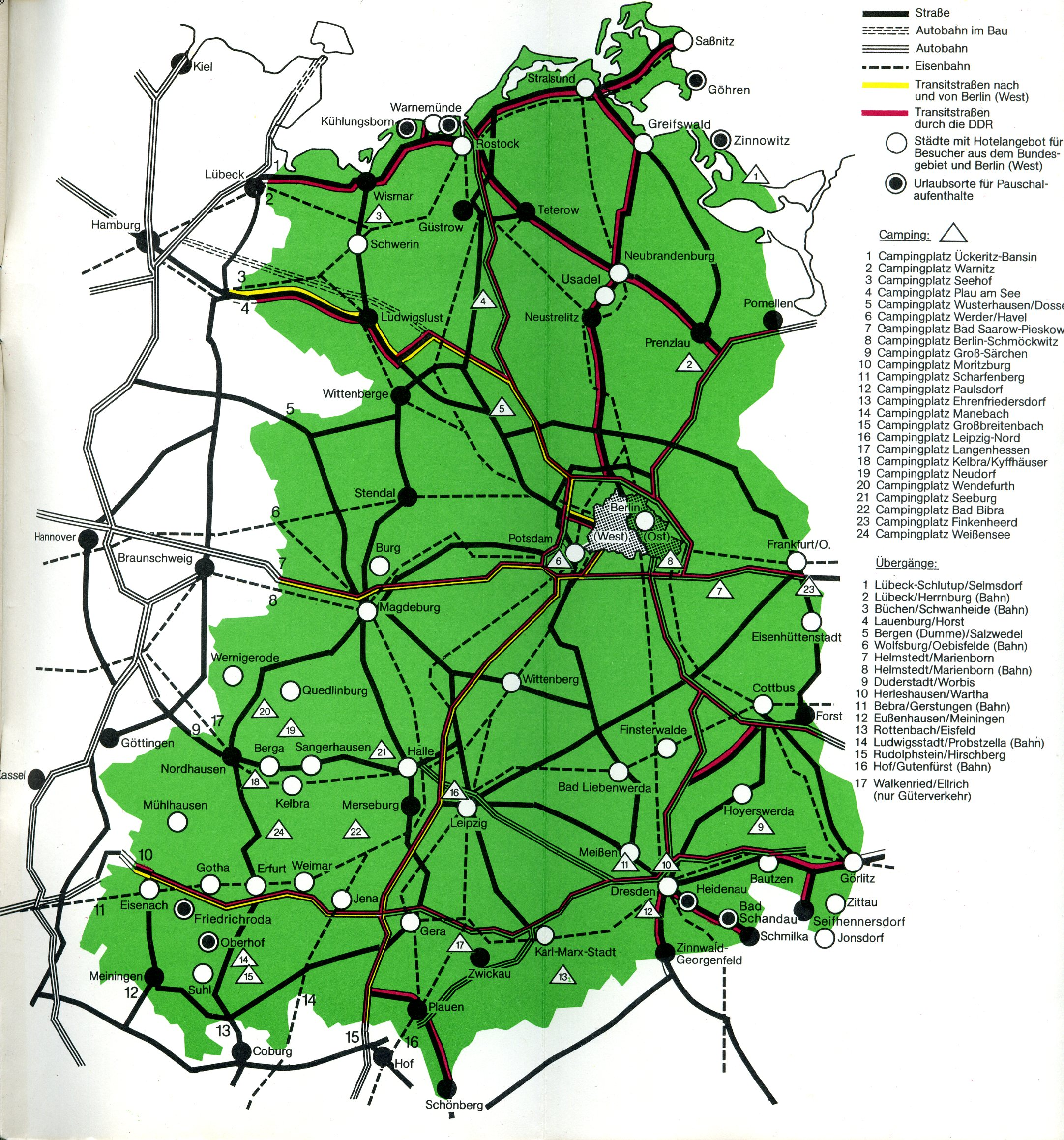
Transitstrecken durch die DDR und nach Berlin (West)

Der Transitverkehr ist allgemein der Verkehr durch größere Gebiete, Länder oder Staaten. Mit Transitverkehr durch die DDR wird im Wesentlichen der Verkehr zwischen der Bundesrepublik Deutschland und West-Berlin über das Gebiet der Sowjetischen Besatzungszone (SBZ) bzw. der Deutschen Demokratischen Republik bezeichnet. Das Besondere an diesem Verkehr bestand darin, dass die beteiligten Partner jeweils unterschiedliche Auffassungen über den rechtlichen Status der betroffenen Gebiete hatten, was zu vielfältigen Konflikten führte, von denen die Berliner Blockade 1948/49 der schwerwiegendste war. In den 1970er und frühen 1980er Jahren errichtete die DDR an den Transitstrecken der Autobahnen von und nach Berlin mehrere Grenzübergänge, von denen die größten in Drewitz und Marienborn mit je rund 1000 Grenzsoldaten, Angehörigen der Passkontrolleinheiten (PKE) des Ministeriums für Staatssicherheit (MfS) und der Zollverwaltung der DDR besetzt waren.

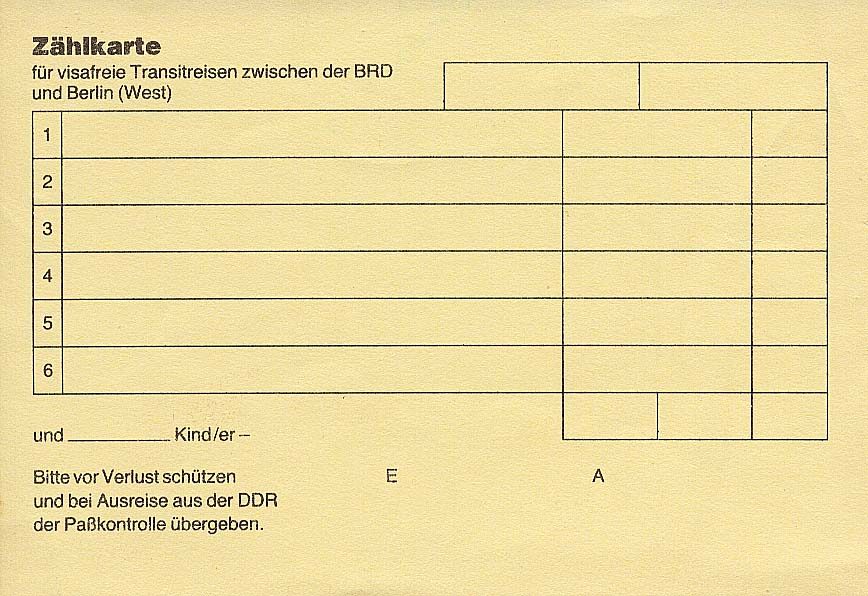
Zählkarte für visafreie Transitreisen

## Transit DDR

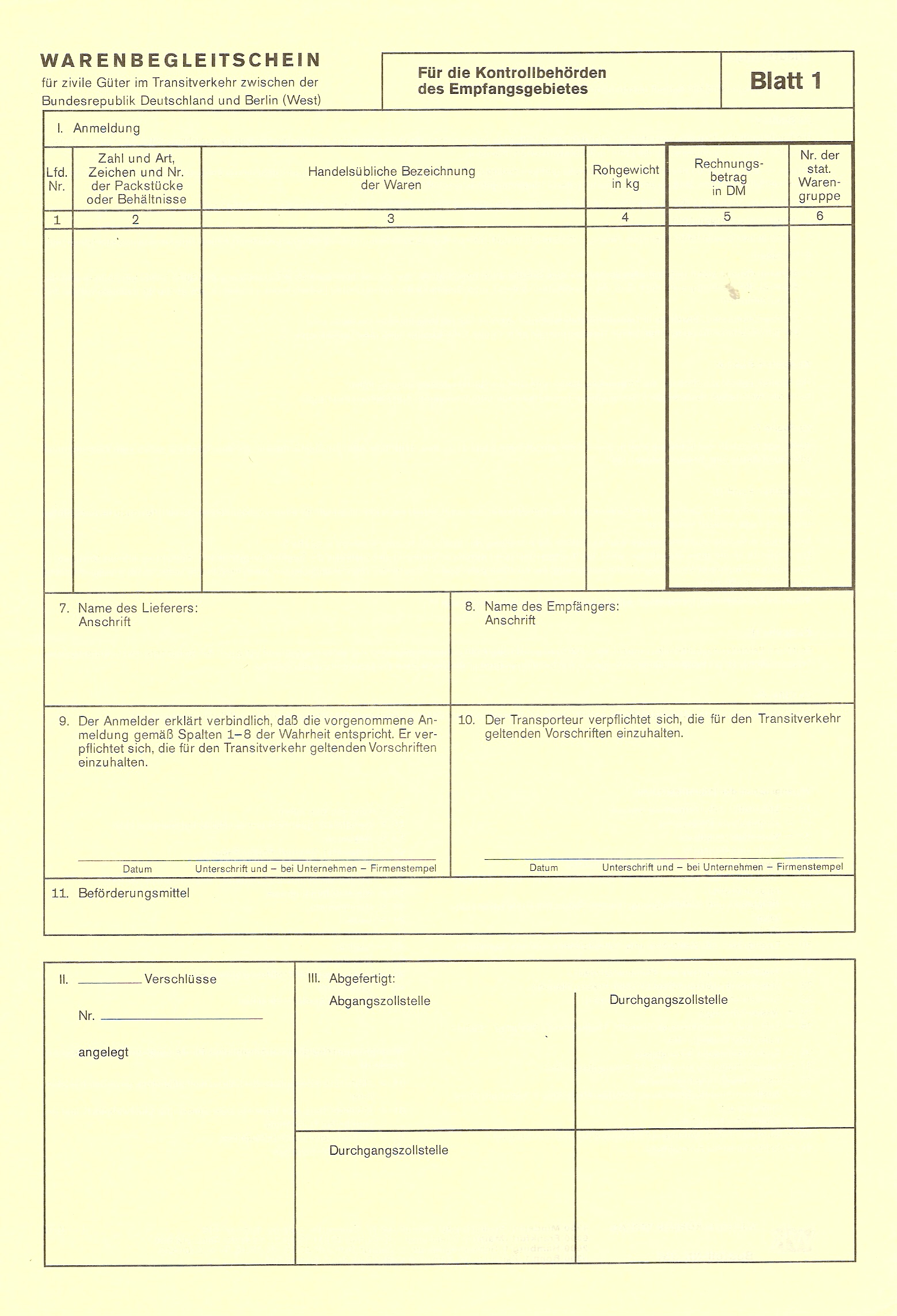
Warenbegleitschein DDR Transit

Im Fall der DDR gab es besondere Vorschriften für den Transitverkehr zwischen der Bundesrepublik und West-Berlin über die innerdeutsche Grenze, der nur über wenige, festgelegte Transitstrecken erfolgen durfte.
Auch für den Transitverkehr durch die DDR nach Skandinavien, Polen und in die ČSSR galten ähnliche Bestimmungen und es waren ebenfalls vorgeschriebene Strecken einzuhalten. Jedoch war hier die Visumsgebühr in Höhe von 5 DM direkt beim Zoll zu zahlen.
Der Flugverkehr nutzte festgelegte Luftkorridore.

## Grundlage
Die rechtliche Grundlage war ein von den Siegermächten auf der Potsdamer Konferenz im Jahre 1945 protokollierter Beschluss:

„14. Während der Besatzungszeit ist Deutschland als eine wirtschaftliche Einheit zu betrachten. Mit diesem Ziel sind gemeinsame Richtlinien aufzustellen hinsichtlich:
[…]
g) des Transport- und Verkehrswesens.
Bei der Durchführung dieser Richtlinien sind gegebenenfalls die verschiedenen örtlichen Bedingungen zu berücksichtigen.“

Damit wurde der Alliierte Kontrollrat in Deutschland beauftragt, Regelungen für den Verkehr zwischen den Besatzungszonen zu erlassen. Ein späteres Ergebnis war die Festlegung der Transitstrecken zwischen den Westsektoren von Berlin durch die SBZ in die westlichen Besatzungszonen. Mit Befehl der Sowjetischen Kontrollkommission (SKK) vom 5. Mai 1952 wurden die Sicherungs- und Kontrollmaßnahmen klar definiert. Die bis dahin geübte Freizügigkeit wurde drastisch beschnitten.
Nach Unterzeichnung des Moskauer Vertrages (1970) betonte die Bundesregierung, dass eine Ratifizierung nur bei positiven Ergebnissen in Berlin erfolgen werde. Es kam Bewegung in die Verhandlungen, und am 3. September 1971 unterzeichneten die Botschafter das Viermächteabkommen über Berlin. Erstmals seit 1945 garantierte darin die Sowjetunion den ungehinderten Transitverkehr auf Straße, Schiene und zu Wasser zwischen der Bundesrepublik Deutschland und West-Berlin. Das Abkommen sah vor, dass die Einzelheiten durch die Regierungen der Bundesrepublik und der DDR selbst ausgehandelt werden. 
Gespräche zu Fragen des Transitverkehrs, die bereits 1970 begonnen hatten, endeten am 17. Dezember 1971 in Bonn mit der Unterzeichnung des Transitabkommens durch die Staatssekretäre Egon Bahr (Bundesrepublik) und Michael Kohl (DDR) (GBl. der DDR 1972 II S. 349). Es war die erste deutsch-deutsche Vereinbarung auf Regierungsebene. Am 3. Juni 1972 trat es in Kraft.
Es regelte den Reise- und Warenverkehr zwischen der Bundesrepublik und West-Berlin. Das Abkommen sah vor, dass der Transitverkehr zwischen der Bundesrepublik Deutschland und West-Berlin künftig ohne Behinderungen und in der „einfachsten, schnellsten und günstigsten Weise“ abgewickelt werden solle. Gemeinsame Richtlinien für die Abwicklung des Verkehrs, der Grenzkontrollen der DDR und der Nutzungsgebühren auf den Transitstrecken wurden vereinbart.
Die DDR verzichtete auf den Transitstrecken unter anderem weitgehend auf ihre Hoheitsrechte, wie Festnahmen etc. (Art. 9). Ausnahmen waren nur bei Missbrauch im Sinne des Artikels 16 des Abkommens möglich, also bei Verkehrsunfällen und Ähnlichem. Die Festnahme polizeilich gesuchter Personen war nicht zulässig, fand aber vereinzelt statt, wie im Fall von Günter Jablonski oder im Fall des Bürgermeisters von Arolsen, der 1984 auf der Transitstrecke verhaftet wurde, weil er in den 1970er Jahren eine Fluchthilfe vermittelt hatte.
Während der gesamten Zeit zwischen 1945 und 1990 bestanden Sonderregelungen für die (West-)Alliierten Streitkräfte. Sie wurden grundsätzlich nicht von DDR-Bediensteten kontrolliert, sondern – wenn überhaupt – von sowjetischen Militärangehörigen.

## Verkehrswege

### Straßenverkehr

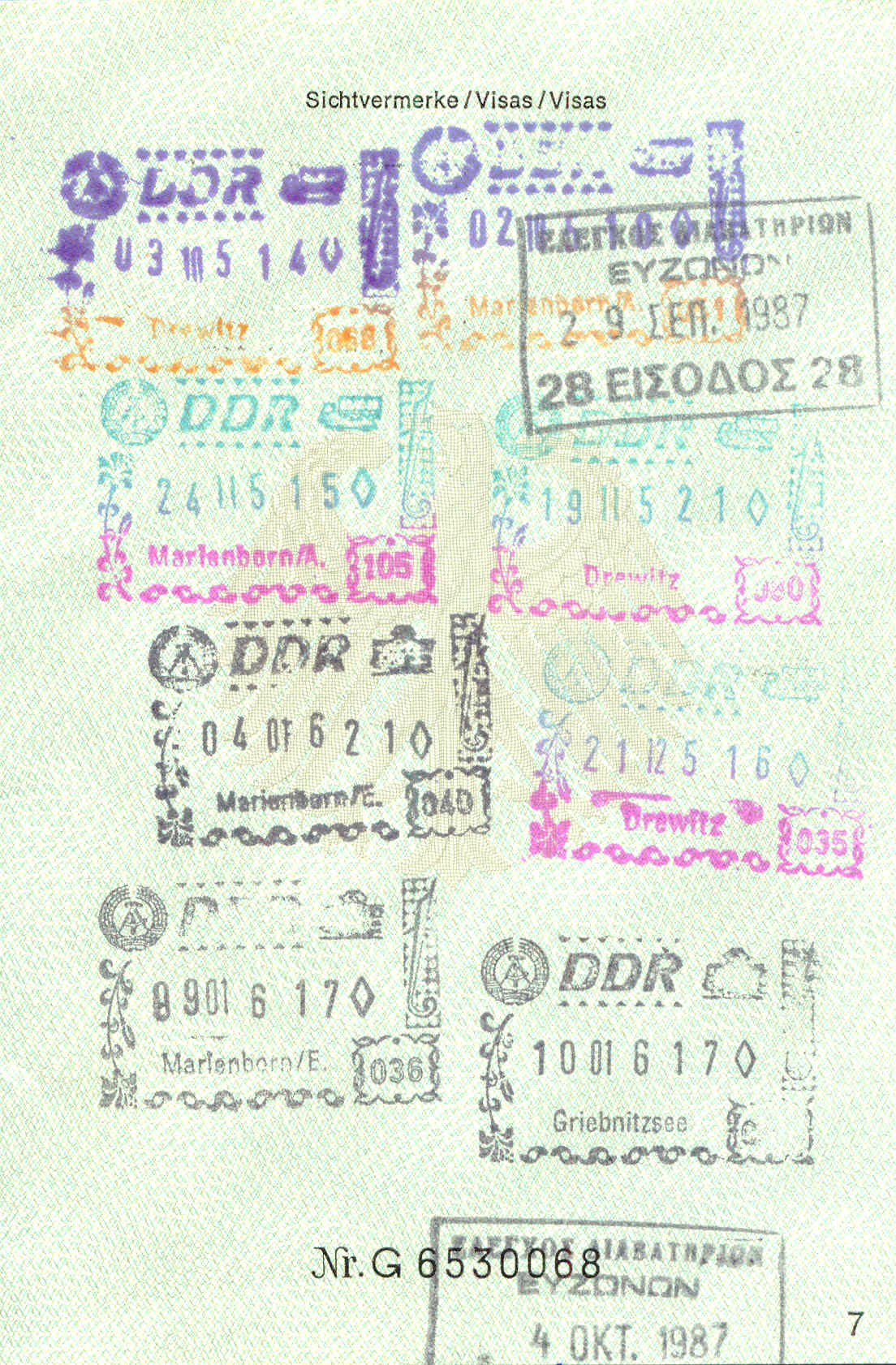
Transitstempel der Behörden der DDR in einem Reisepass

Bei der Nutzung war jedes Verlassen der Transitstraßen, beispielsweise für Ausflüge, strikt untersagt. Transitreisende hatten die Strecke möglichst ohne Unterbrechungen zurückzulegen, lediglich kurze Aufenthalte an und in den Autobahnrastplätzen oder Tankstellen waren erlaubt. Treffen mit DDR-Bürgern waren untersagt.
Zur Überwachung und Fotodokumentation waren auf allen Transitautobahnen ständig zivile Fahrzeuge mit Mitarbeitern des MfS unterwegs. Dabei kamen vereinzelt „Westfahrzeuge“ mit bundesdeutschen Kraftfahrzeugkennzeichen zum Einsatz. Diese konnten unter Umständen an fehlenden/abgelaufenen HU/ASU-Plaketten erkannt werden. Überwacht wurde die Strecke aber auch durch zahlreiche inoffizielle Mitarbeiter des MfS (beispielsweise Tankstellen-Mitarbeiter) und durch den DDR-Zoll und die Volkspolizei sowie deren freiwillige Helfer. Seit 1979 wurden Fahrzeuge mit Gammastrahlung durchleuchtet, um DDR-Flüchtlinge aufzuspüren. Die von dieser  ionisierenden Strahlung ausgehende Gesundheitsgefährdung wurde dabei von der DDR-Führung billigend in Kauf genommen.
Bei der Einreise mussten die Transitreisenden ihre Personaldokumente (Bundesbürger und Ausländer ausschließlich den Reisepass, West-Berliner ausschließlich den Behelfsmäßigen Personalausweis, Ausländer mit ständigem Wohnsitz in Berlin (West) eine Lichtbildbescheinigung des Senats von Berlin (West)) und den Fahrzeugschein zur Registrierung am Kontrollhäuschen abgeben. Das Fahrzeug musste nur verlassen werden, wenn ausreichende Verdachtsmomente vorlagen. An der Grenzübergangsstelle (GÜSt) wurde – seit der Einführung der Visumspflicht am 11. Juni 1968 – ein Transitvisum für die einmalige Durchreise ausgestellt. Das Visum enthielt die Personendaten und einen Stempel mit dem Datum und der Uhrzeit – angegeben wurde stets die jeweilige Stunde des Tages, keine Minutenangaben – der Einreise.
Bei der Ausreise wurde das beschriebenene Dokument wieder eingezogen. Anhand der eingestempelten Einreisezeit konnte festgestellt werden, ob die Reise, wie vorgeschrieben, unverzüglich abgewickelt worden war. Längere Aufenthalte in den Transitraststätten mussten gegebenenfalls mit Quittungen der Mitropa-Restaurants belegt werden.
Der Straßentransitverkehr durch die DDR zwischen Berlin (West) und der Bundesrepublik Deutschland wurde im Wesentlichen – zum Schluss vollständig – über Autobahnen abgewickelt. Lediglich auf der Nordweststrecke nach Hamburg konnte die Fernverkehrsstraße 5 Berlin-Staaken – Nauen – Kyritz – Perleberg – Ludwigslust – Boizenburg – Lauenburg/Elbe benutzt werden. Die F 5 war zwar eine Fernverkehrsstraße, sie konnte aber auch ohne Kraftfahrzeug befahren werden. Dieser Umstand wurde bis Juni 1981 regelmäßig von trainierten Radfahrern genutzt, wobei die 220 Kilometer zwischen Berlin-Staaken und Lauenburg in der Regel in neun bis zwölf Stunden bewältigt wurden. Die DDR-Behörden tolerierten dies im Sommerhalbjahr; sie forderten allerdings, dass der Transit zwischen Sonnenaufgang und -untergang zurückgelegt werden sollte. Ab dem 30. Juni 1981 wurde der Transitverkehr von Berlin-Staaken nach Hamburg über einen ersten Teilabschnitt der neugebauten Autobahn 24 bis Putlitz geführt. Damit war der Fahrradtransit nicht mehr zugelassen. 1982 war die spätere Autobahn A 24 Berlin-Heiligensee – Stolpe – Zarrentin am Schaalsee – Gudow mit dem dortigen Grenzübergang in Betrieb.

#### Übergangsstellen und Verkehrswege im Straßenverkehr

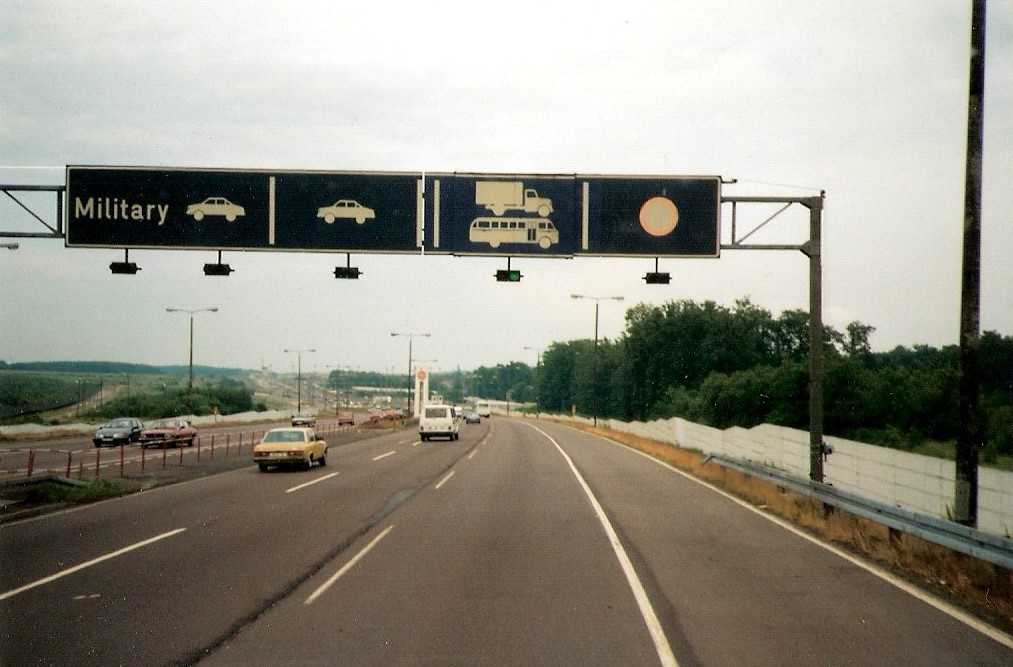
Straßen-Transitverkehr durch die DDR (Grenzübergang Helmstedt/Marienborn)

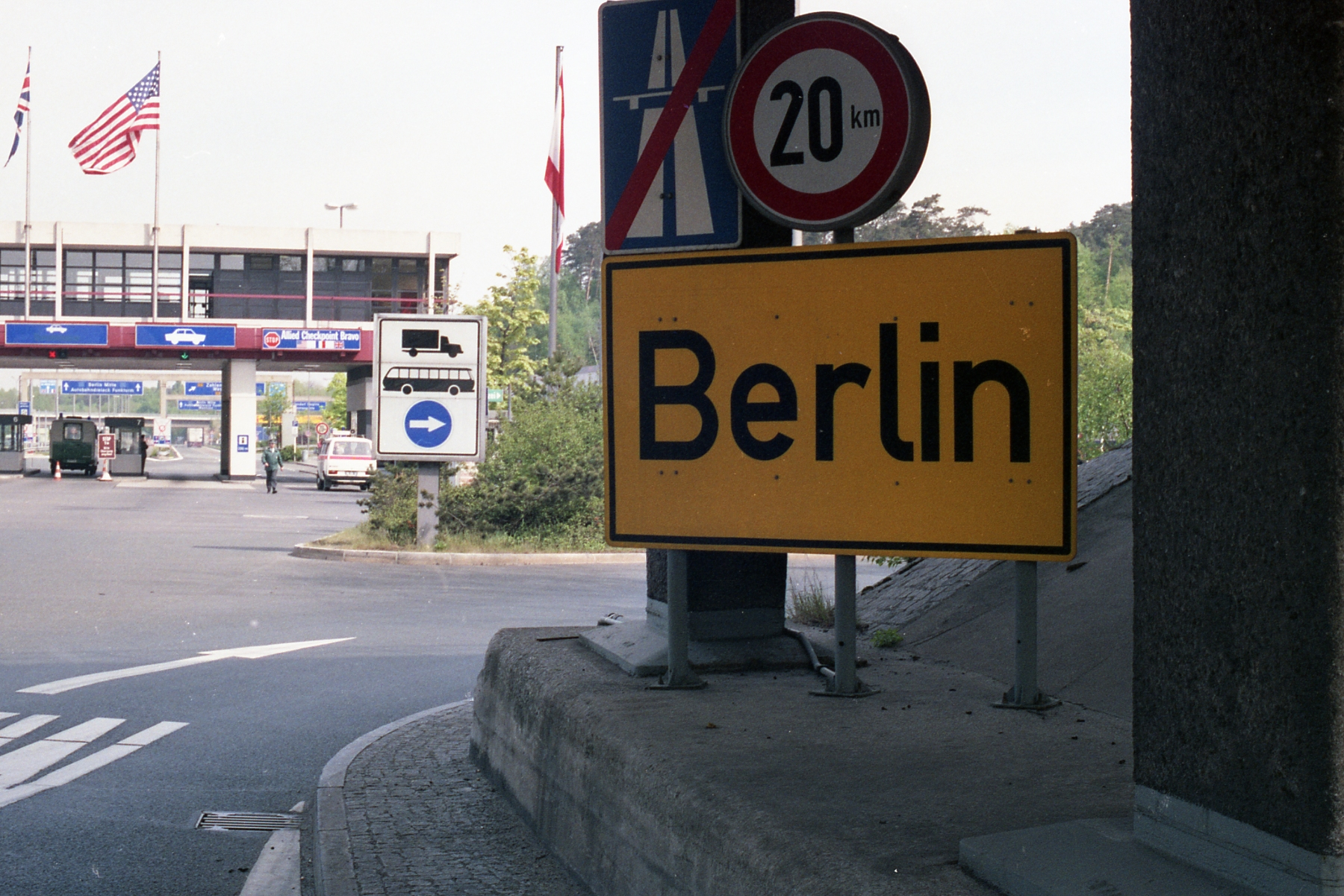
Ortsschild Berlin an der Transitstrecke, hier bei Drewitz

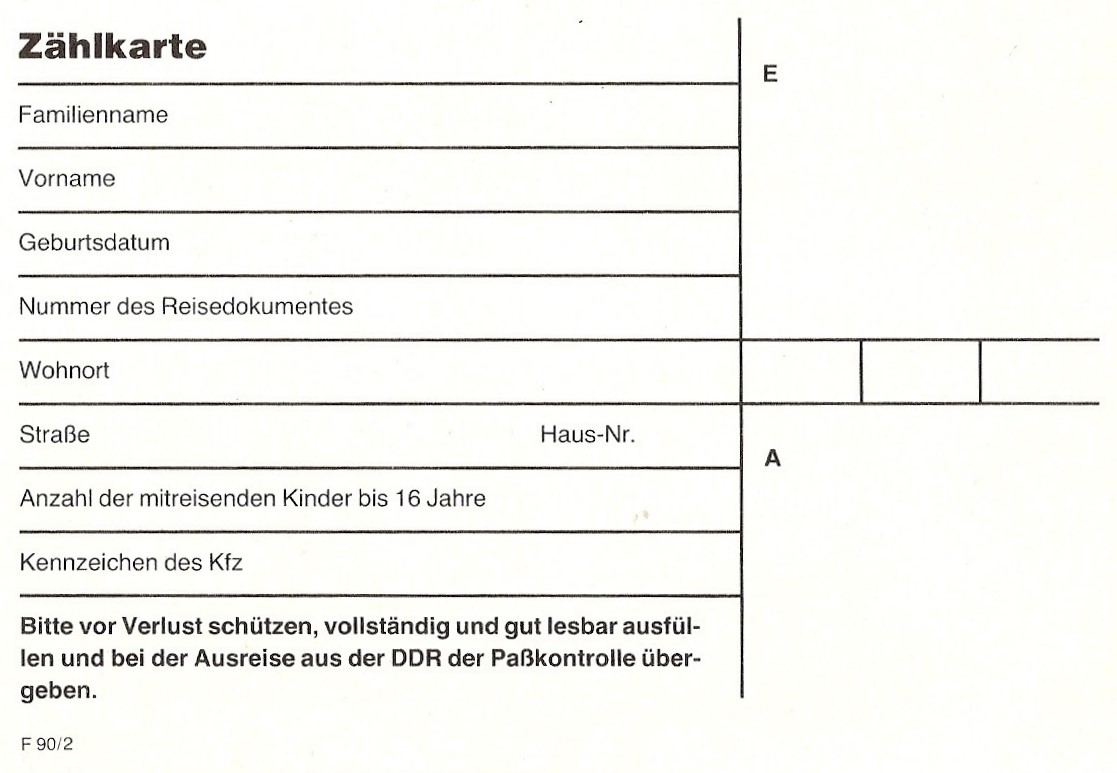
Zählkarte Straßen-Verkehr bei der DDR-Ausreise

- Autobahnübergang Kontrollpunkt Dreilinden (Checkpoint Bravo)/Grenzübergangsstelle (GÜSt) Drewitz für Personen- und Güterverkehr. Auch nach Neubau des Autobahnteilstücks (siehe Kontrollpunkt Dreilinden/Teltowkanalbrücke) und Verlegung der Grenzübergangsstelle am 15. Oktober 1969 wurde der Name beibehalten. Korrekter wäre Zehlendorf/Kleinmachnow
  - nach Westdeutschland – Richtung
    - Grenzübergang Helmstedt/Marienborn (Niedersachsen, Autobahn Richtung Hannover)
    - Juchhöh/Töpen (1952–1966 Autobahn bis Schleiz, dann F 2 bis zur Grenze)
    - Grenzübergang Rudolphstein/Hirschberg (ab 1966; Autobahn Richtung Bayern, Hof, Nürnberg, München)
    - Herleshausen/Wartha (bis zur Fertigstellung des fehlenden Autobahnteilstücks und der Brücke über die Werra am 15. Dezember 1984 bestand im Grenzbereich ab Eisenach-West nur eine Verbindung über Fernverkehrsstraßen.)
    - Grenzübergang Wartha/Herleshausen (ab 15. Dezember 1984; Autobahn Richtung Hessen, Frankfurt am Main)

  - in die ČSSR
    - Zinnwald/Cínovec
    - Oberwiesenthal/Boží Dar

  - nach Polen
    - Pomellen/Kołbaskowo (Kolbitzow, Richtung nördliches Polen Stettin, Danzig)
    - Frankfurt (Oder)/Słubice (Richtung mittleres Polen, Warschau)
    - Forst (Lausitz)/Olszyna (Lebus) (Erlenholz, Richtung südliches Polen, Breslau)

  - Transitvisum der DDRTransitvisum (Rückseite) BRD nach Westberlin, gestempelt 1989 in Marienborn und Drewitz.  nach Skandinavien

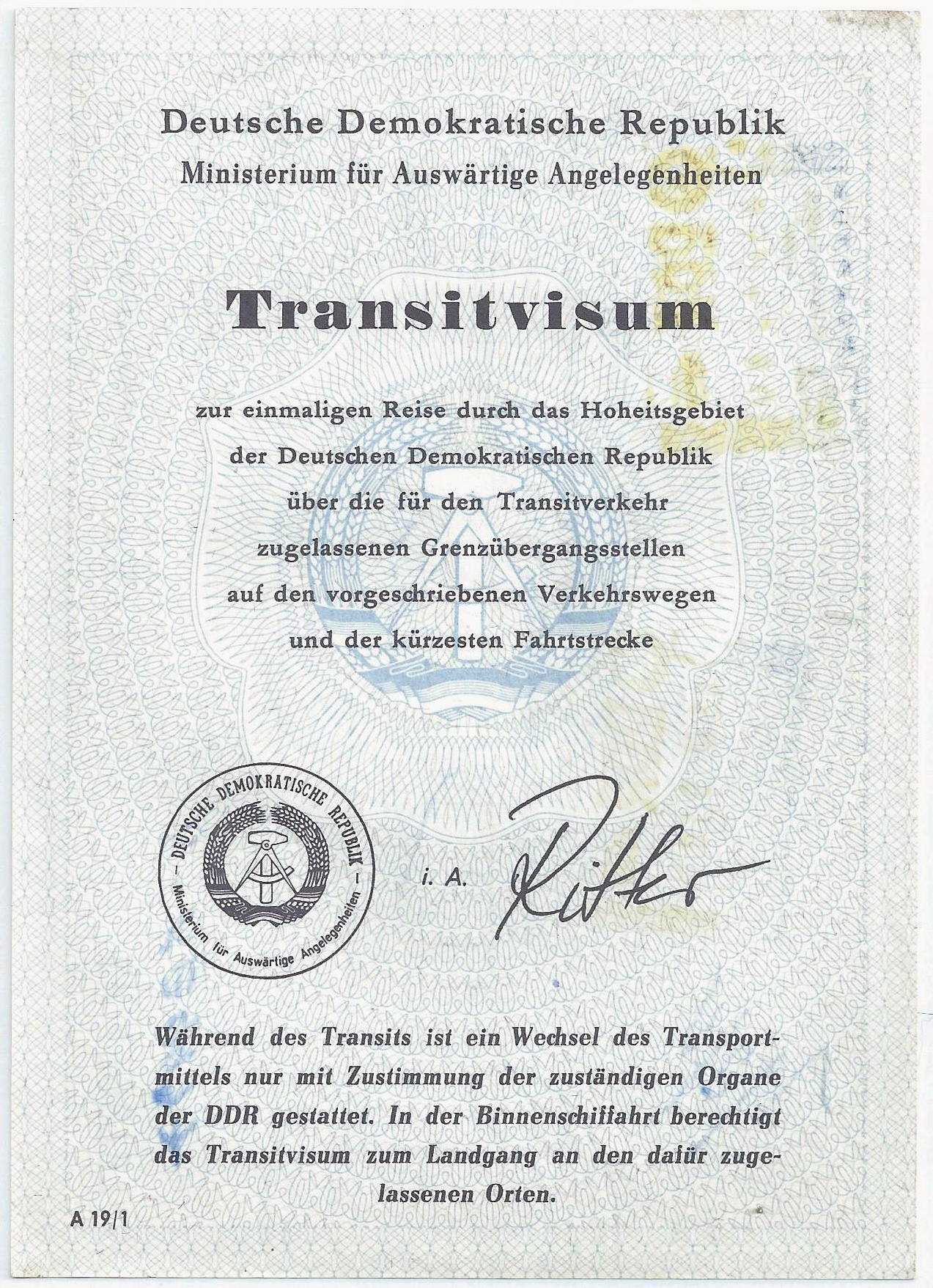
Transitvisum der DDR.

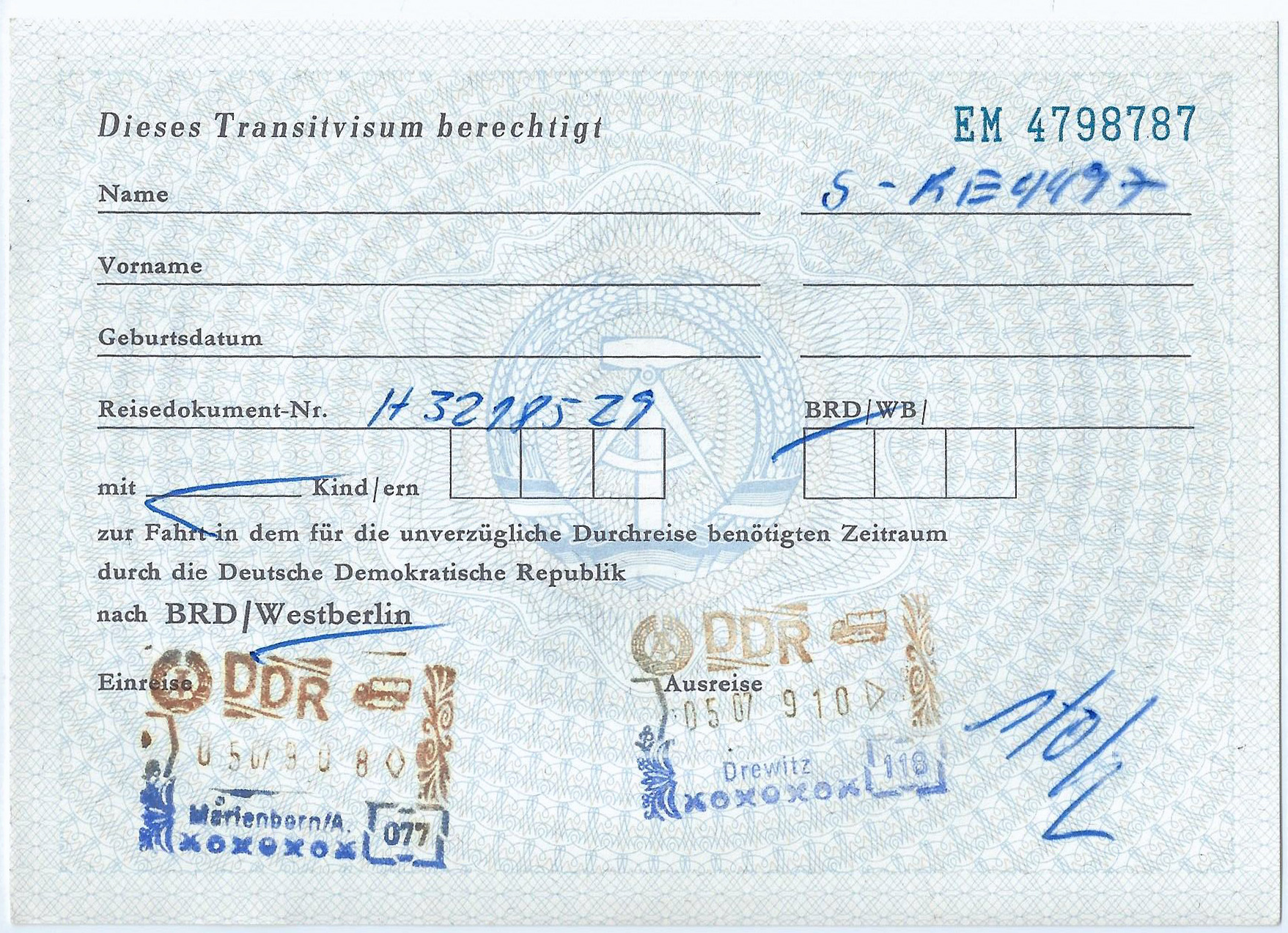
Transitvisum (Rückseite) BRD nach Westberlin, gestempelt 1989 in Marienborn und Drewitz

    - Sassnitz via Ostseefähren nach Schweden (Trelleborg), Dänemark (Rønne)
    - Rostock/Warnemünde via Ostseefähren nach Dänemark (Gedser), Passagiere und Besatzungen von Seepassagierschiffen
- Autobahnübergang Berlin-Heiligensee/Stolpe (ab 20. November 1982; Autobahn; zunächst nur für den Transitverkehr nach Polen und Skandinavien, ab 21. Dezember 1987 auch Transitverkehr von und nach der Bundesrepublik)
  - nach Westdeutschland – Richtung
    - Grenzübergang Gudow/Zarrentin (ab 20. November 1982; Norddeutschland, Hamburg Autobahn)

  - nach Polen
    - Pomellen/Kołbaskowo (Kolbitzow, Richtung Stettin, Danzig)

  - nach Skandinavien
    - Sassnitz via Ostseefähren nach Schweden (Trelleborg), Dänemark (Rønne)
    - Rostock/Warnemünde via Ostseefähren nach Dänemark (Gedser), Passagiere und Besatzungen von Seepassagierschiffen
- Lichtenrade/Großbeeren, geplant, aber nie realisiert. Sollte als Autobahn-Grenzkontrollpunkt für den Transitverkehr ausgebaut werden.
- Heerstraße in Berlin-Staaken/Dallgow (bis 1951; F 5)
- Heerstraße in Berlin-Staaken/Staaken (DDR) (1951 – 31. Dezember 1987; F 5)
  - Lauenburg/Horst (bis 19. November 1982; F 5 Norddeutschland, Hamburg)
    - Dieser Übergang bot die einzige Möglichkeit, mit Fahrzeugen, die – wie Fahrräder, Mopeds, Traktoren und sonstige Sonderfahrzeuge – nicht für den Verkehr auf Autobahnen zugelassen waren, durch die DDR zu fahren. Bedingung war, dass die Strecke ohne Unterbrechung (Übernachtung, längere Pausen) bewältigt wurde – was mit der Freigabe der Autobahn ersatzlos entfiel. Bis 1982 lief der Transitverkehr auf der F 5. Die Strecke führte durch zahlreiche Ortschaften. Kontakte der Transitreisenden zur Bevölkerung waren offiziell unerwünscht. So unterstützte die DDR das Bemühen der Bundesregierung, den Verkehr über eine bereits vor dem Krieg geplante Autobahn zu führen und die Reisezeit zu verkürzen. Nach erfolgreichen Verhandlungen über die Finanzierung der neu zu bauenden Autobahn durch die DDR konnte der Bau beginnen. Während der Bauphase wurde der Transitverkehr streckenweise über die schon fertigen Autobahnabschnitte geleitet. Auch Dieter Thomas Heck konnte 1983 nicht zur IFA Berlin radeln, sondern behalf sich mit einem  Heimtrainer im Reisebus.[6]

  - Grenzübergang Gudow/Zarrentin (ab 20. November 1982; Norddeutschland, Hamburg Autobahn)

### Eisenbahnverkehr

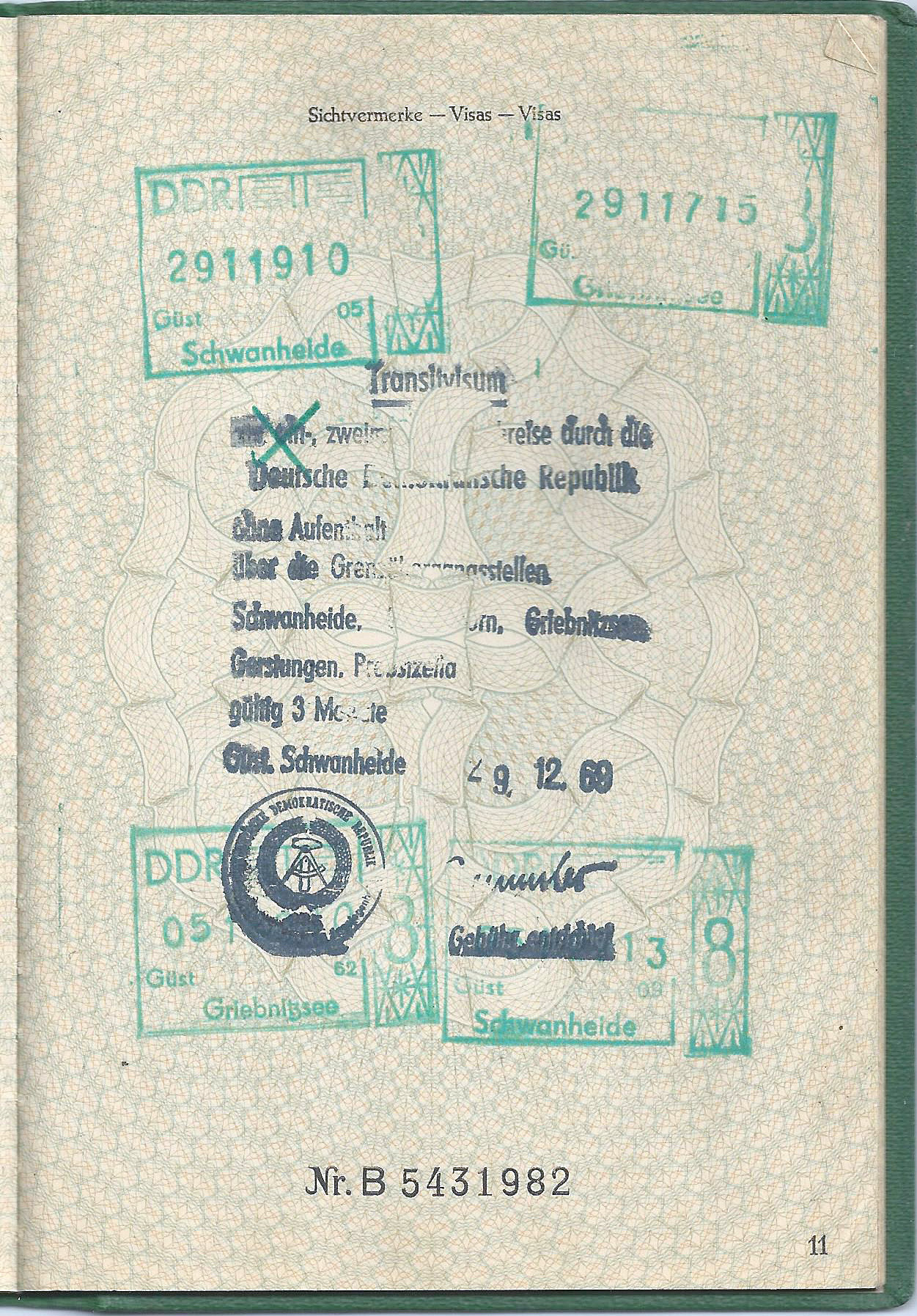
Transitvisum im bundesdeutschem Pass: Zur zweimaligen Durchreise per Zug.

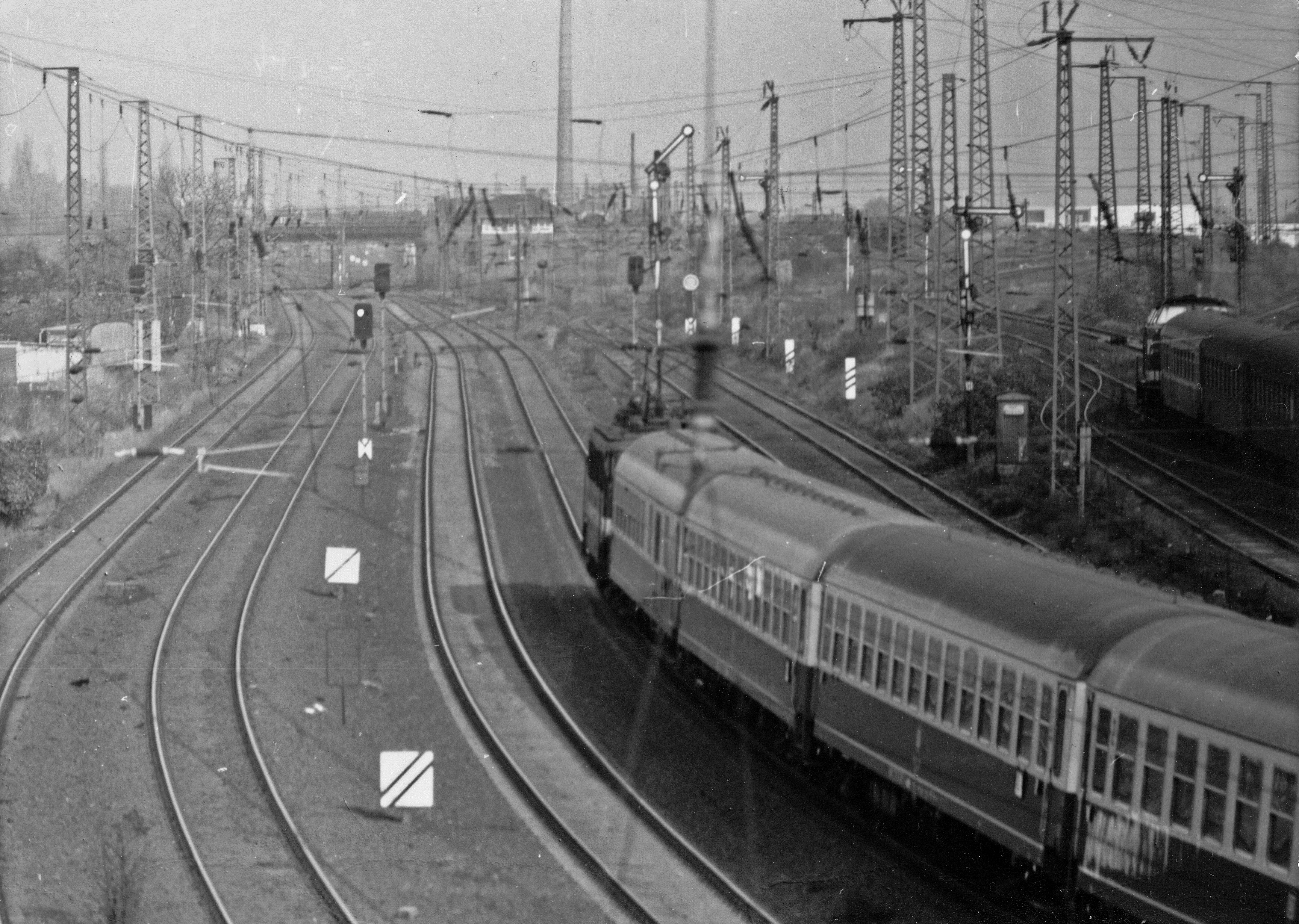
Transitzug in Halle auf der Fahrt nach Berlin-Stadtbahn 1984

Der gesamte Bahnverkehr der SBZ/DDR und in der Viermächtestadt Berlin lag bei der Deutschen Reichsbahn und unterlag nicht den Regeln des privilegierten Eisenbahn-Durchgangsverkehrs. Auf West-Berliner Seite gab es keinen Grenzbahnhof und keine Kontrolle. Vor dem Mauerbau in Berlin hielten Züge zwischen den Westzonen (später der Bundesrepublik Deutschland) und Berlin auch auf Unterwegsbahnhöfen in der SBZ/DDR, etwa in Wittenberge, Magdeburg, Gotha, Jena und Saalfeld. Diese Halte entfielen mit dem Mauerbau, so dass die Züge ausschließlich dem Transitverkehr dienten.
Auf DDR-Gebiet wurden die Züge von Angehörigen einer Passkontrolleinheit des Ministeriums für Staatssicherheit und der Transportpolizei begleitet. Zur Überwachung der Grenzbahnhöfe gehörten Beschaubrücken über die Gleise und Flutlichtanlagen.
Als kurz nach dem Bau der Berliner Mauer 1961 in den Augen der DDR-Staatsführung jeder DDR-Bürger als fluchtverdächtig galt, wurden die Transitzüge zwischen West-Berlin und der Bundesrepublik bis in den Herbst 1961 von Reichsbahnern mit Wohnsitz in West-Berlin gefahren. Da die West-Berliner Bahnbelegschaft kaum Erfahrungen im Fahren von Schnellzügen und mit Schnellzug-Lokomotiven besaßen, wurden in kurzer Zeit zahlreiche Maschinen durch unsachgemäße Bedienung oder Wartung erheblich beschädigt, weshalb diese Praxis nach wenigen Wochen wieder aufgegeben wurde.
Mit dem Inkrafttreten des 1971 abgeschlossenen Transitabkommens im Juni 1972 erfolgte bei der Transitreise die Ausstellung des DDR-Transitvisums im fahrenden Zug, was die Wartezeiten an den Grenzbahnhöfen von bis zu einer Stunde auf fünf (im Falle eines Lokwechsels bis zu zwanzig) Minuten verkürzte. Im Verkehr mit Berlin fuhren die Transitzüge ohne planmäßigen Verkehrshalt durch die DDR. Notwendige Betriebshalte sicherte die Transportpolizei ab, indem sie den Zug so umstellte, dass kein DDR-Bürger die Wagen betreten und aus der DDR flüchten konnte. Derartige Betriebshalte gab es seit Mitte der 1980er Jahre regelmäßig zwischen Bebra und Berlin in Neudietendorf und Dessau, da zwischen diesen Bahnhöfen elektrisch gefahren wurde, sowie in Reichenbach auf dem Weg von und nach Hof. Die Betriebshalte fanden meist auf unbedeutenden, gut zu überwachenden Dorf- oder Vorort-Bahnhöfen statt, so das erwähnte Neudietendorf statt Erfurt Hbf. Auf DDR-Gebiet sollten die Züge nicht unplanmäßig halten und nach Möglichkeit eine vorgegebene Mindestgeschwindigkeit nicht unterschreiten. Musste ein Zug wegen einer Störung oder aufgrund der Betriebslage doch einmal außerplanmäßig anhalten, war die Transportpolizei zu informieren, damit sie den Zug gegen unbefugtes Aus- und vor allem Einsteigen sicherte. Zudem reise auf DDR-Gebiet ein Begleit-Kommando aus Transportpolizei und Staatssicherheit in den Zügen mit, um sie bei außerplanmäßigen Halten gegen unbefugtes Ein- und Aussteigen zu sichern. Wegen des mangelhaften Erhaltungszustands der Gleisanlagen und dadurch bedingte Langsamfahrstellen war es oft nicht möglich, die vorgegebenen Fahrzeiten einzuhalten. Meist wurde im Fahrplan ein Zeit-Kanal von 5 bis 10 Minuten vor den Transitzügen freigehalten. Bei den Eisenbahnern trugen die Transitzüge daher Spitznamen wie „Zitteraal“ oder „Angst“, da die Sicherstellung der freien Fahrt immer eine Zitterpartie war.
Die Auslastung der Transitzüge wuchs nach dem Transitabkommen deutlich an, obwohl auch viele Transitreisende mit dem Pkw über die Transitautobahnen von und nach West-Berlin reisten. Zum Schluss fuhren die Züge mit bis zu 15 Wagen, der höchsten zulässigen Zuglänge bei europäischen Eisenbahnen im Personenverkehr, sodass die ersten oder letzten Wagen am Bahnhof Zoo außerhalb der Bahnsteiglänge zum Stehen kamen.
Wie nach 1990 bekannt wurde, waren die Züge oft von DDR-Spionen als rollende tote Briefkästen für ihr Nachrichtenmaterial genutzt worden.
Der Eisenbahnverkehr der drei westlichen Besatzungsmächte zwischen ihren Zonen und den ihnen zugeordneten Sektoren in Berlin (West) erfolgte mit Militärzügen, deren Reglement zwischen den vier Besatzungsmächte festgelegt war. Diese Züge wurden nicht von DDR-Organen kontrolliert. Siehe dazu im Einzelnen:
- Züge der US-amerikanischen Besatzungsmacht nach Berlin (Berlin Duty Train)
- Züge der britischen Besatzungsmacht nach Berlin
- Züge der französischen Besatzungsmacht nach Berlin

#### Übergangsstellen und Verkehrswege im Eisenbahnverkehr
- innerdeutsche Grenze
  - Büchen/Schwanheide (Hamburg, Norddeutschland)
  - Helmstedt/Marienborn (Hannover)
  - Oebisfelde (Hannover)
  - Bebra/Gerstungen (Hessen, Frankfurt am Main, Saarbrücken)
  - Ludwigsstadt/Probstzella (Bamberg, Würzburg, Nürnberg, München)
  - Hof/Gutenfürst, (Hof, Regensburg, München) ab Oktober 1972

- Grenze DDR bzw. Ost-Berlin/West-Berlin → Hauptartikel: Berliner Grenzübergänge
  - Berlin-Wannsee/Griebnitzsee (Personenverkehr) und Berlin-Wannsee/Bahnhof Drewitz (Güterverkehr)
  - Berlin-Spandau/Staaken-West (DDR) bis 1976 nur Güterverkehr, der Personenverkehr wurde 1961 bis 1976 über Berlin-Wannsee/Griebnitzsee abgewickelt
  - Bahnhof Zoologischer Garten/Bahnhof Friedrichstraße
  - Berlin-Spandau/Albrechtshof, nur 1961, danach über Berlin-Wannsee bzw. Berlin-Staaken

Außer den Zügen in die Bundesrepublik gab es von West-Berlin weitere Züge oder Kurswagenläufe ab Berlin-Zoo nach Kopenhagen über die Eisenbahnfähre Warnemünde – Gedser (Tageszug Neptun, Nachtzug Ostsee-Express), nach Malmö und Stockholm über die Königslinie (Tageszug Berlinaren, Nachtzug Saßnitz-Express), nach Wien (Tageszug Vindobona, Kurswagen über Nacht mit dem Sanssouci). Über die Berliner Stadtbahn gab es zudem durchgehende Zugläufe von der Bundesrepublik und weiteren westlichen Staaten Richtung Polen und Sowjetunion, so den Ost-West-Express (Paris – Moskau, seit 1972 D 240/241). Die übrigen Zugverbindungen aus Ost- und Südost-Europa endeten am Ostbahnhof (seit 1987 Berlin Hauptbahnhof) oder in Berlin-Lichtenberg. West-Berlin konnte nur per S-Bahn über den Grenzübergang im Bahnhof Friedrichstraße mit dortigem Umstieg in die West-Berliner U-Bahn oder S-Bahn erreicht werden. Reisende von Berlin (West) mit Reiseziel Berlin (Ost) oder DDR mussten in Berlin Friedrichstraße aussteigen und dort den Grenzübergang benutzen. Das Gleiche galt für den Weg aus der DDR/Berlin (Ost) nach Berlin (West). Nur Transitreisende durch die DDR nach Drittstaaten durften die durchgehenden Züge von Berlin Friedrichstraße Richtung Berlin Ostbahnhof benutzen.

#### Unfälle
Da die Transitzüge aus Sicht der DDR extraterritoriales Gebiet waren, stellte jeder außerplanmäßige Halt eine Grenzverletzung dar. Unfälle wurden als versuchte Anschläge oder Sabotageakte durch das Ministerium für Staatssicherheit untersucht, auch wenn sich als Ursache meist technische Defekte oder Fahrlässigkeit herausstellten. Wenn Transitzüge in Unfälle verwickelt waren, übernahm ein Katastrophenstab unter Leitung des MfS; verletzte Transitreisende erhielten einen persönlichen Betreuer.
Am 23. Juni 1976 um 17:25 Uhr verunglückte am Westkopf des Bahnhofes Eisenach der Transitzug D 354 auf der Fahrt von Berlin nach Paris. Bei der Überfahrt über eine defekte Weiche blieben die Lokomotive der Reihe 118 und zwei folgende Personenwagen in den Gleisen, während die folgenden Wagen entgleisten und mit einem Postwagen und einer Rangierlokomotive, die ein danebenliegendes Gleis befuhren, kollidierten. Der Postwagen und die Rangierlok stürzten auf eine seitlich des Bahndammes liegende Straße. Es gab insgesamt 26 Verletzte bei Personal und Fahrgästen.
Am 6. Oktober 1982 stießen auf der Bahnstrecke Förtha–Gerstungen wegen eines Missverständnisses im Zugmeldeverfahren bei gestörtem Streckenblock zwei Güterzüge frontal zusammen. Bei dem Unfall entstand erheblicher Sachschaden, vor allem, weil einer der Züge mehrere Wagen mit neuen Pkw für West-Berlin mitführte. Zudem musste die Strecke für einige Zeit gesperrt werden, sodass Züge großräumig über die Grenzübergänge Marienborn oder Probstzella umgeleitet werden mussten.
Am 29. Februar 1984 gegen 15.00 Uhr stießen in Hohenthurm der Transitzug D 354 und der P 7523 zusammen, nachdem der Lokomotivführer des Transitzuges drei haltzeigende Signale überfahren hatte. 11 Menschen im Personenzug starben, mindestens 46 wurden verletzt. Der Lokomotivführer des Transitzuges wurde in der Folge zu 5 Jahren Haft verurteilt.

### Wasserstraßen
Die zahlreichen Grenzübergänge an den Wasserstraßen (zum Beispiel Spree, Havel, Teltowkanal) waren nur für den gewerblichen Güterverkehr zugelassen. Sportboote mussten auf Binnenschiffe verladen werden oder im Schlepp die Strecke passieren.

#### Übergangsstellen und Verkehrswege im Binnenschiffsverkehr
- Kleinmachnow – Dreilinden, Teltowkanal
- Kleinmachnow, Teltowkanal (ab 1981)
- Potsdam-Nedlitz, Jungfernsee, Untere Havel-Wasserstraße
  - Cumlosen (Kreis Perleberg)/Schnackenburg (Elbe)
  - Buchhorst bei Oebisfelde (Bezirk Magdeburg/Rühen, bei Wolfsburg) (Mittellandkanal)
- Hennigsdorf, Havelkanal/Havel-Oder-Wasserstraße (nur Wechselverkehr und Transitverkehr (Polen), nicht in die Bundesrepublik Deutschland zugelassen)
- Berlin-Mitte Marschallbrücke wie oben
- Berlin-Britz Britzer Zweigkanal wie oben
- Berlin-Treptow Osthafen Spree wie oben

### Flugverkehr
Nur Flugzeuge der USA, Großbritanniens, der Sowjetunion und Frankreichs durften im Berliner Luftraum fliegen. Dies galt auch für Militärflugzeuge. Der Berliner Luftraum unterstand der von allen vier Siegermächten gemeinsam betriebenen Luftsicherheitszentrale Berlin. Ost-Berlin hatte keinen Flughafen – der Flughafen Schönefeld lag außerhalb Ost-Berlins und der Flugplatz Berlin-Johannisthal war de facto seit den frühen 1950er Jahren stillgelegt. West-Berlin hatte direkten Flugverkehr nur mit Flughäfen der Bundesrepublik sowie mit London und Paris. Es waren drei vereinbarte Luftkorridore zu nutzen. Neben der relativ schnellen Verbindung war es die einzige Möglichkeit, ohne Kontrolle durch die DDR-Organe von und nach West-Berlin zu reisen. Im Linienflugverkehr waren das Pan Am und der Chartercarrier Modern Air (der zeitweilig Saarbrücken-Ensheim und Sylt anflog) aus den USA sowie British European Airways (später British Airways) und Air France – im Regionalflugverkehr gesellte sich in den 1980er Jahren die französische TAT hinzu, später auch die gemeinsame Tochter von Air France (51 Prozent Anteil) und Lufthansa mit der in Frankreich zugelassenen Euroberlin. Daneben gab es etliche Charterfluggesellschaften, die den Ferien- und Sonderflugverkehr abwickelten. Zu diesen gehörte auch die bis 2017 tätige Air Berlin. Wichtige westliche Persönlichkeiten und Funktions- bzw. Geheimnisträger durften im Transit nur den Luftweg nutzen.
Reisende aus West-Berlin, die andere Ziele im Ausland als London und Paris erreichen wollten, mussten erst einen der Luftkorridore durchqueren, um dort oder auf westdeutschen Flughäfen umzusteigen. Ab 1963 bot die DDR ihnen an, sich diese Umwege gegebenenfalls durch einen kurzen Transit per Autobus über den Grenzübergang Waltersdorfer Chaussee/Rudower Chaussee zu ihrem internationalen Zentralflughafen Berlin-Schönefeld zu ersparen.

## Finanzielle Leistungen
Zu Beginn der Gebührenpflicht für die Nutzung der Transitstrecken hatten die Reisenden Straßenbenutzungsgebühren und später auch Gebühren für das Transitvisum bei jeder Durchreise selbst zu zahlen. Die Visagebühren wurden dem einzelnen Reisenden von der Bundesregierung über die Postämter erstattet. Dieses Verfahren endete 1972 nach dem Transitabkommen, mit dem stattdessen eine von der Bundesrepublik zu zahlende Transitpauschale eingeführt wurde.
Für den Ausbau der Transitstrecken hat die Bundesrepublik Deutschland erhebliche finanzielle Leistungen an die DDR erbracht.
| Maßnahmen | Mio. DM |
| --- | ------- |
| Grunderneuerung der Autobahn zwischen dem Berliner Ring, Abzweig Leipzig (jetzt A 10/A 9, Dreieck Potsdam) bis Marienborn, Grunderneuerung und sechsspuriger Ausbau vom Abzweig Drewitz (jetzt Dreieck Nuthetal) des Berliner Rings bis Abzweig Leipzig (Dreieck Potsdam). | 259,5   |
| Ausbau des Autobahnabschnitts zwischen der GÜSt Marienborn und der Grenze (Helmstedt) | 0.002,7 |
| Erneuerung der Autobahnbrücke bei Helmstedt | 0.000,3 |
| Neubau der Autobahn (heute A 24) zwischen Berlin und der Bundesrepublik inklusive Bau der beiden DDR-Grenzübergangsstellen in Zarrentin und Stolpe-Süd | 1200,0  |
| Bau eines Autobahnteilstückes zwischen der Anschlussstelle Eisenach/West und der Grenze zur Bundesrepublik, einschließlich Neubau der Werratalbrücke Hörschel und der DDR-Grenzübergangsstelle                                                                             | 0.268   |
| Öffnung des Übergangs Staaken für den Reisezugverkehr | 0.051   |
| Verbesserung des Eisenbahntransitverkehrs, zweigleisiger Betrieb zwischen Griebnitzsee und West-Berlin, Rekonstruktion des Betriebsbahnhofs Rummelsburg, zweigleisiger Ausbau des Streckenabschnittes zwischen den Bahnhöfen Potsdam/Stadt und Werder                      | 0.080   |
| Zweigleisiger Ausbau der Eisenbahnstrecke zwischen dem Bahnhof Berlin-Wannsee und der Grenze zur DDR | 0.009   |
| Beseitigung von großen Schäden an den vom Transitverkehr mitbenutzten Wasserstraßen | 0.120   |
| Öffnung des Teltowkanals für den zivilen Binnenschiffsverkehr von Westen her | 0.070   |
| Ausbau des vom Transitverkehr mitgenutzten Mittellandkanals | 0.150   |
| Summe der Leistungen der Bundesregierung an die DDR in Mio. DM | 2210,50 |

Dazu kamen erhebliche finanzielle Aufwendungen der Bundesrepublik, die für die anzupassende Infrastruktur und flankierende Baumaßnahmen auf westlicher Seite aufgebracht wurden (z. B. Anschlussstrecken, Kontrollstellen). Zahlungen der Bundesregierung für die Transitpauschale (Visagebühren), Pauschale für Straßenbenutzungsgebühren sind nicht enthalten. Für die DDR waren die Deviseneinnahmen aus dem Reiseverkehr ein enormer Posten im Staatshaushalt.
Leistungen für andere Zwecke, wie Gewässer- und Umweltschutz, Post- und Fernmeldeverkehr, Freikauf von Übersiedlern und politischen Gefangenen usw. sind dabei nicht berücksichtigt. Zum Teil wurden für den Gegenwert Waren und Investitionsgüter in die DDR geliefert.

## Verkehrsleistungen Transit
Als Beispiel die Verkehrsleistungen der letzten zwei Jahre der DDR, die über die Transitstrecken nur zwischen West-Berlin und der Bundesrepublik Deutschland beziehungsweise retour abgewickelt wurden. Dazu kommt noch der Transit in Drittländer und der Wechselverkehr.
| Jahr | PKW       | LKW       | Busse   | Schiffe | Personen   |
| ---- | --------- | --------- | ------- | ------- | ---------- |
| 1988 | 6 762 522 | 1 236 583 | 96 314  | 13 103  | 23 978 322 |
| 1989 | 7 282 071 | 1 312 808 | 105 387 | 12 896  | 25 865 216 |